# Конье, Гвендолин
Гвендолин Норин Чомба Конье (англ. Gwendoline Noreen Chomba Konie; 9 октября 1938 — 14 марта 2009) — замбийская поэтесса, дипломат и политик. Была послом Замбии в скандинавских странах, ООН и Германии. В 2000 году создала собственную социал-демократическую партию и баллотировалась в качестве кандидата на пост президента Замбии в 2001 году. Когда она умерла, ей устроили государственные похороны.

## Биография
Конье родилась в 1938 году в Лусаке, на территории бывшей Северной Родезии, а сейчас столице Замбии. Она получила образование в Кардиффском университете (Кардиффе, Уэльс) и Американском университете (Вашингтон, округ Колумбия, США). Получила степень доктора социологии Уорикского университета.
В 1962 году сэр Эвелин Деннисон Хоун, генерал-губернатор Северной Родезии, выбрал её членом Законодательного совета страны. Прежде чем принять предложение, она посоветовалась с Кеннетом Каундой.
Затем она прошла подготовку в министерстве иностранных дел и в 1974—1977 годах была послом и полномочным представителем Замбии в Швеции, Дании, Норвегии и Финляндии. С 1977 г. она была постоянным представителем страны при ООН. В 1979 году она стала постоянным секретарем министерства туризма Замбии. После потери власти Кеннетом Каундой оставалась дипломатом при президенте Фредерике Чилубе до 1997 года. Она была послом Замбии в Германии.
В 2001 году она была кандидатом на пост президента Замбии на всеобщих выборах в Замбии. Она выдвигалась от Социал-демократической партии, которую сформировала в августе 2000 года, акцентируя внимание на проблемах женщин и детей страны. На выборах за одиннадцать кандидатов (двое из которых были женщинами) был отдан миллион голосов. Избран был Леви Мванаваса, тогда как Конье получила более 10 000 голосов.
Конье также была известна своей поэзией. Её стихотворение «В кулаке ненависти» с полемикой против мужского высокомерия было включено в «Книгу современной африканской поэзии» (The Penguin Book of Modern African Poetry) в 2007 году.
Она умерла в больнице MKP Trust в Лусаке в 2009 году и получила государственные похороны. Свои соболезнования принёс президент Рупия Банда, а Кеннет Каунда отметил её участие в создании замбийской государственности после обретения независимости от Великобритании.